# Felsőjánosfa
Felsőjánosfa község Vas vármegyében, a Körmendi járásban. 306 hektáros kiterjedésével a megye harmadik legkisebb közigazgatási területű települése.

## Fekvése
A falu a Zala folyó völgyében, annak bal partja közelében, a Zalába torkolló Szentjakabi-patak két partján, Őriszentpétertől 12 kilométerre keletre, Zalalövőtől 3 kilométerre nyugatra, Őrimagyarósdtól 5 kilométerre délre fekszik.
Lakott területének déli részén áthalad a Zalaegerszeg nyugati agglomerációjától Zalalövőn át Őriszentpéterig húzódó 7411-es út is, de a központján csak a jóval kisebb forgalmú és jelentőségű, Nádasdtól Őrimagyarósdon és Hegyhátszentjakabon át idáig húzódó 7447-es út halad végig. Területének nyugati szélén ágazik ki a 7411-es útból déli irányba a Csöde településre vezető 74 147-es számú mellékút is.
A településen áthalad a Bajánsenye–Zalaegerszeg–Ukk–Boba-vasútvonal, amelynek helyben vasúti megállója is van (Felsőjánosfa megállóhely). A megálló a belterülettől délkeletre, a Csödére vezető 74 147-es út átjárója közelében található, közúti elérését az útból a sorompó előtt keletnek kiágazó, 74 323-as számú kis útszakasz biztosítja.
Külterületei az Őrségi Nemzeti Park részét képező, védett területek.

## Története
1402-ben Januspanfalva néven említik először. 1410-ben Janospanfalua, 1483-ban Janospanfalwa alakban említik. Eredetileg János ispán falva volt, neve is ebből rövidült a formára. A középkorban nemesi község. A 15. században a falu határában volt Kerekboldogasszonyfalva falu kerek templommal. A falut és a templomot a törökök rombolták le. Helyét ma már csak a Boldogasszonyfája név őrzi. A község első pecsétje a 19. századból való. 1907 óta viseli mai hivatalos nevét, korábban csak Jánosfának nevezték. A település az Őrségi Nemzeti Park része.
Vályi András szerint "Nagy Jánosfa. Elegyes falu Vas Várm. földes Urai több Uraságok, lakosai katolikusok, fekszik Szöcséhez nem meszsze, mellynek filiája, határja szoross, földgye soványas."
Fényes Elek szerint "Jánosfa, magyar falu, Vas vmegyében: 80 kath. lak. F. u. gr. Batthyáni Zsigmond, s a csákányi urad. tartozik.
" 
A Vas vármegye monográfiájában található rövid ismertető szerint "Jánosfa, régi nemesi község, 24 házzal és 129 magyar és vend lakossal. Postája Prosznyákfa, távírója Csákány. Lakosai túlnyomóan ág. ev. vallásúak."
1910-ben 234 magyar lakosa volt.
1978-ig a községnek önálló általános iskolája volt, területén szakszövetkezet működött. Kultúrházában faluszépítő egyesület, könyvtár, ifjúsági klub működik.
1980-ban megszűnt az őrségi vasútvonal, majd a 2000-ben átadott Bajánsenye–Zalaegerszeg–Ukk–Boba-vasútvonal újra a vérkeringésbe kapcsolta a települést, a Szlovénia, Budapest és Zalaegerszeg felé megnyílt viszonylattal.

## Közélete

### Polgármesterei
- 1990–1994: Földesné Bischof Ildikó (független)[7]
- 1994–1998: Földesné Bischof Ildikó (független)[8]
- 1998–2002: Keszténé Tóth Erika (független)[9]
- 2002–2006: Keszténé Tóth Erika (független)[10]
- 2006–2006: Keszténé Tóth Erika (független)[11]
- 2007–2010: Némethi László (független)[12]
- 2010–2014: Némethi László (független)[13]
- 2014–2019: Némethi László (független)[14]
- 2019–2024: Grózinger Csaba (Fidesz-KDNP)[15]
- 2024– : Vaspöri József (független)[1]

A településen 2007. március 25-én időközi polgármester-választást kellett tartani, mert az előző polgármester nem sokkal a 2006 októberi megválasztása után elhunyt.

## Népesség
A település népességének változása:
| Lakosok száma | 187  | 181  | 175  | 161  | 186  | 169  | 168  |
|               | 2013 | 2014 | 2015 | 2021 | 2022 | 2023 | 2024 |

A 2011-es népszámlálás során a lakosok 95,6%-a magyarnak mondta magát (4,4% nem nyilatkozott). A vallási megoszlás a következő volt: római katolikus 74,4%, református 3,4%, evangélikus 1%, felekezet nélküli 4,9% (15,3% nem nyilatkozott).
2022-ben a lakosság 86%-a vallotta magát magyarnak, 1,1% németnek, 2,7% egyéb, nem hazai nemzetiségűnek (12,9% nem nyilatkozott; a kettős identitások miatt a végösszeg nagyobb lehet 100%-nál). Vallásuk szerint 53,2% volt római katolikus, 4,3% református, 0,5% evangélikus, 3,2% egyéb keresztény, 0,5% egyéb katolikus, 7,5% felekezeten kívüli (30,6% nem válaszolt).

## Nevezetességei
- Az országban egyedülálló Újszülöttek parkját 2000-ben alapították.
- Millenniumi emlékpark.
- Falusi udvar korabeli gazdasági eszközökkel.
- Hősi emlékmű.
- Patakparti pihenő.
- Szabadidőpark.

## Képek

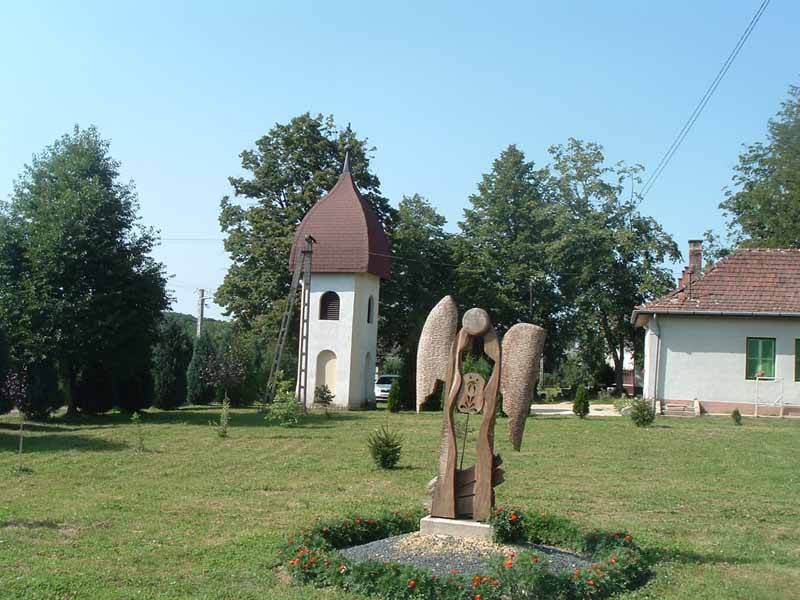
Harangtorony és az Újszülöttek parkja
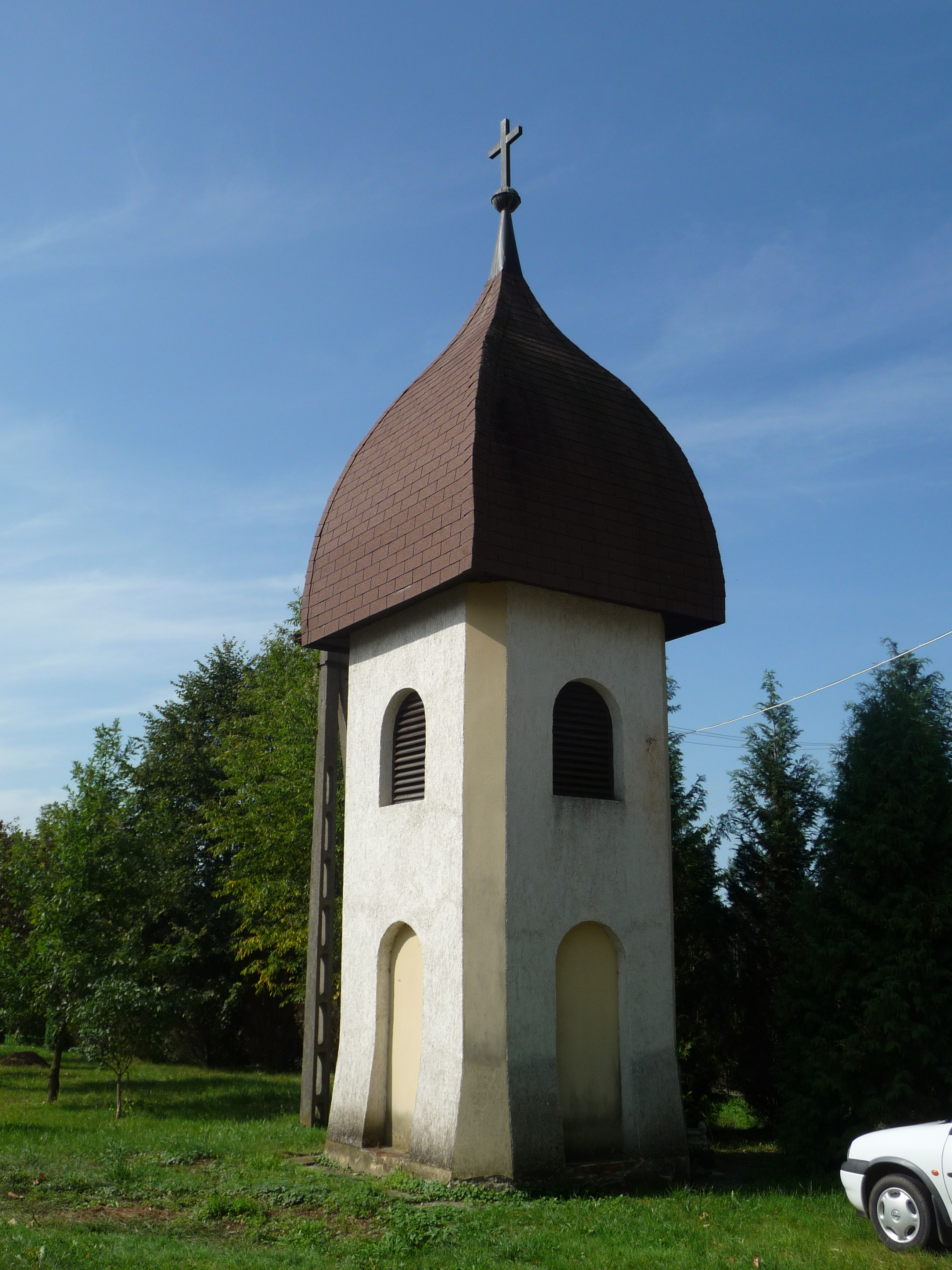
Harangtorony
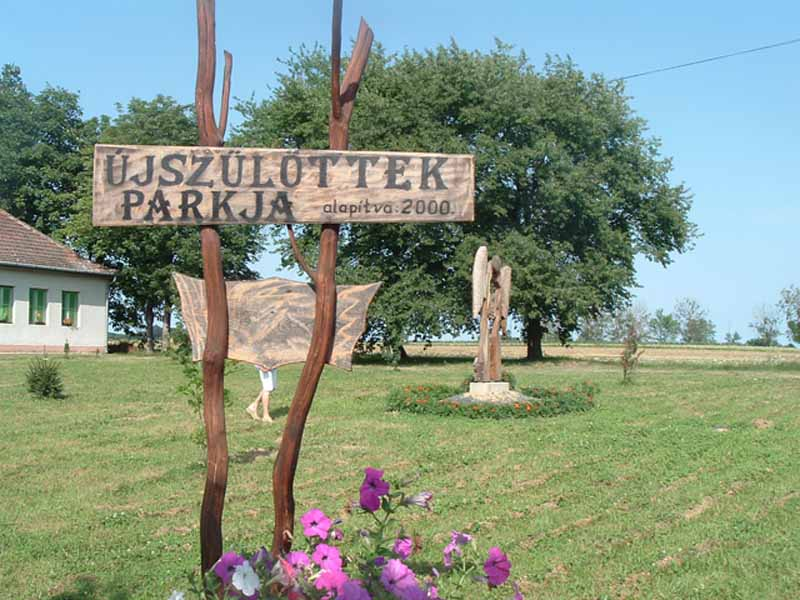
Újszülöttek parkja
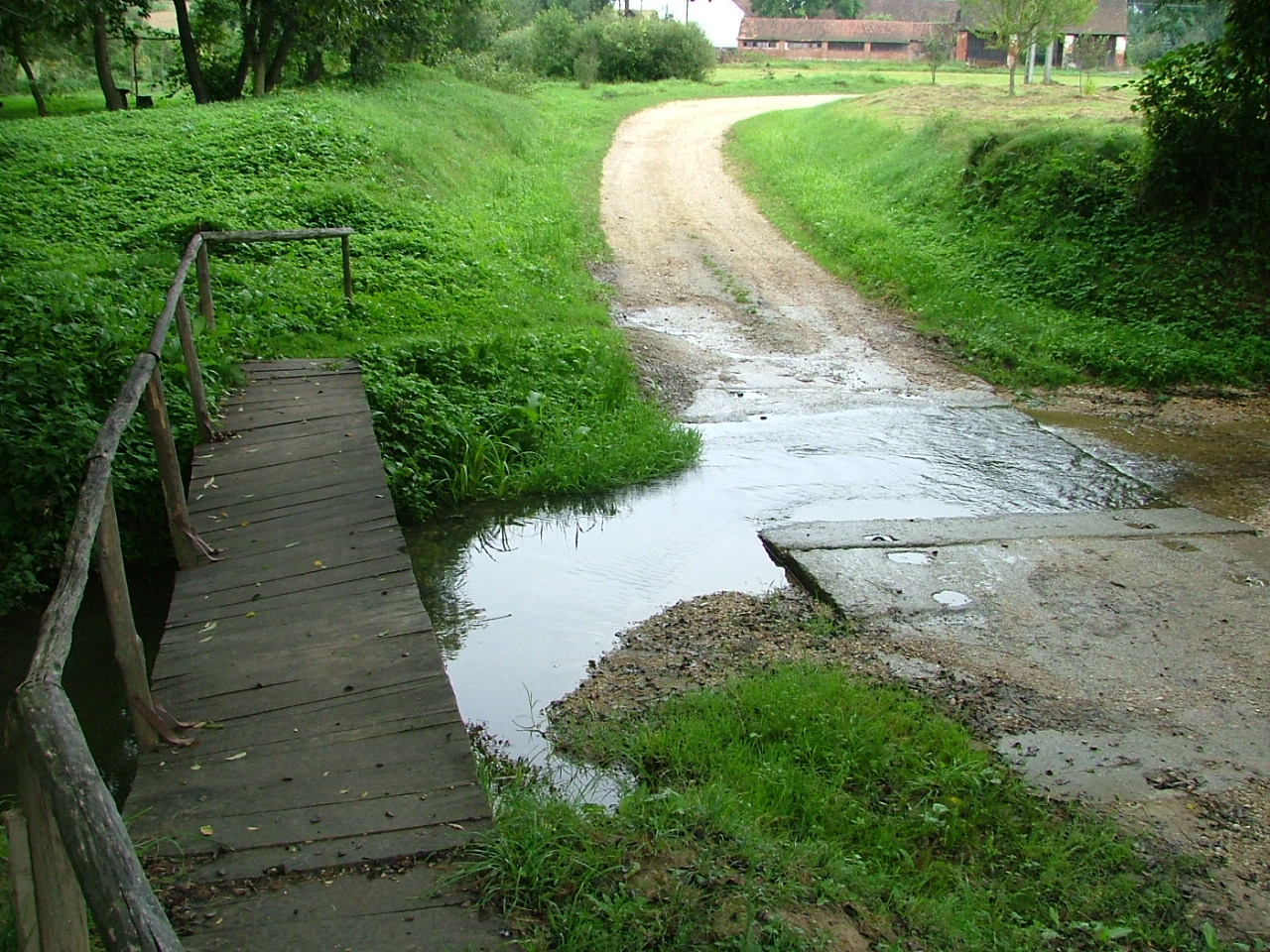
Arany János utcai gázló a Szentjakabi-patakon
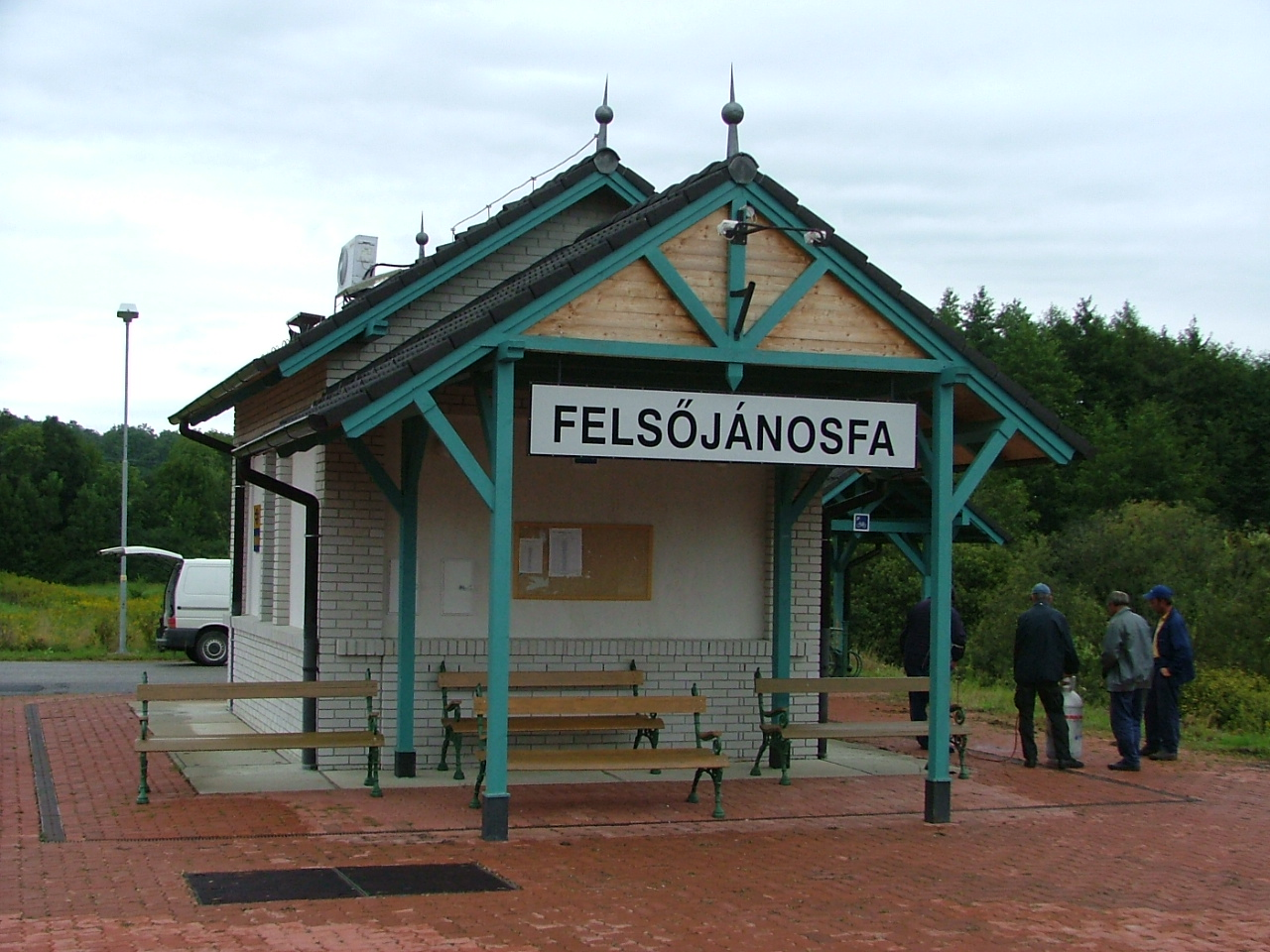
Vasúti megálló